# Heather Moody
Heather Moody, född 21 augusti 1973 i Rexburg, Idaho, är en amerikansk vattenpolospelare. Hon ingick i USA:s OS-lag vid två olympiska spel. Moody gjorde fyra mål i den olympiska vattenpoloturneringen i Sydney där USA tog silver. I den olympiska vattenpoloturneringen i Aten gjorde hon ett mål. År 2003 var hon med om att ta guld i VM och Panamerikanska spelen. I den sistnämnda turneringen var hennes målsaldo åtta mål. Hon spelade för New York Athletic Club och det grekiska klubblaget NC Vouliagmeni. År 2001 blev Moody den första amerikanska damvattenpolospelaren att få ett proffskontrakt i Europa när hon åkte till Grekland för att spela professionellt.